# Spitzhaustreppe

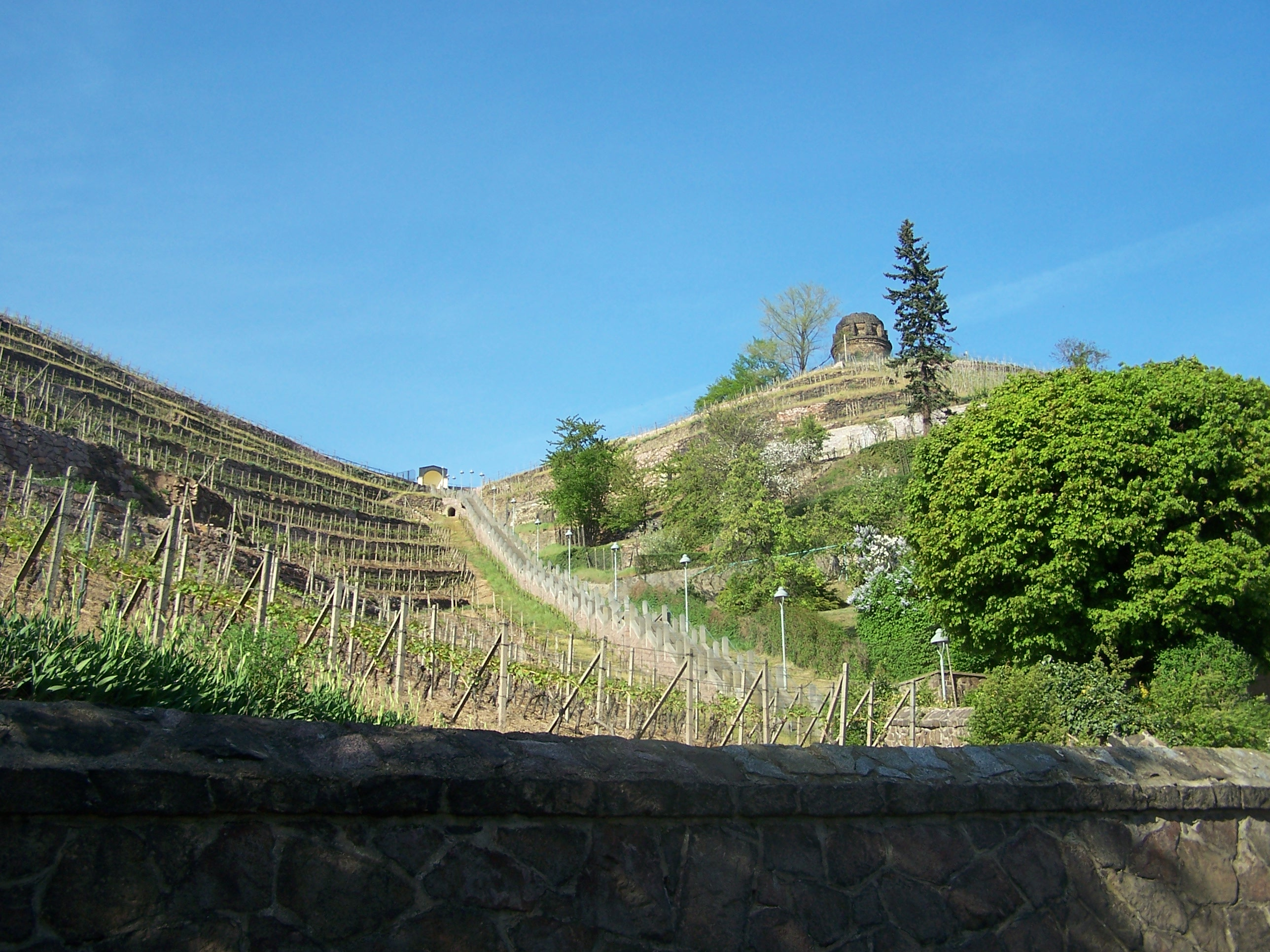
Seitliche Ansicht mit Blick auf den Bismarckturm

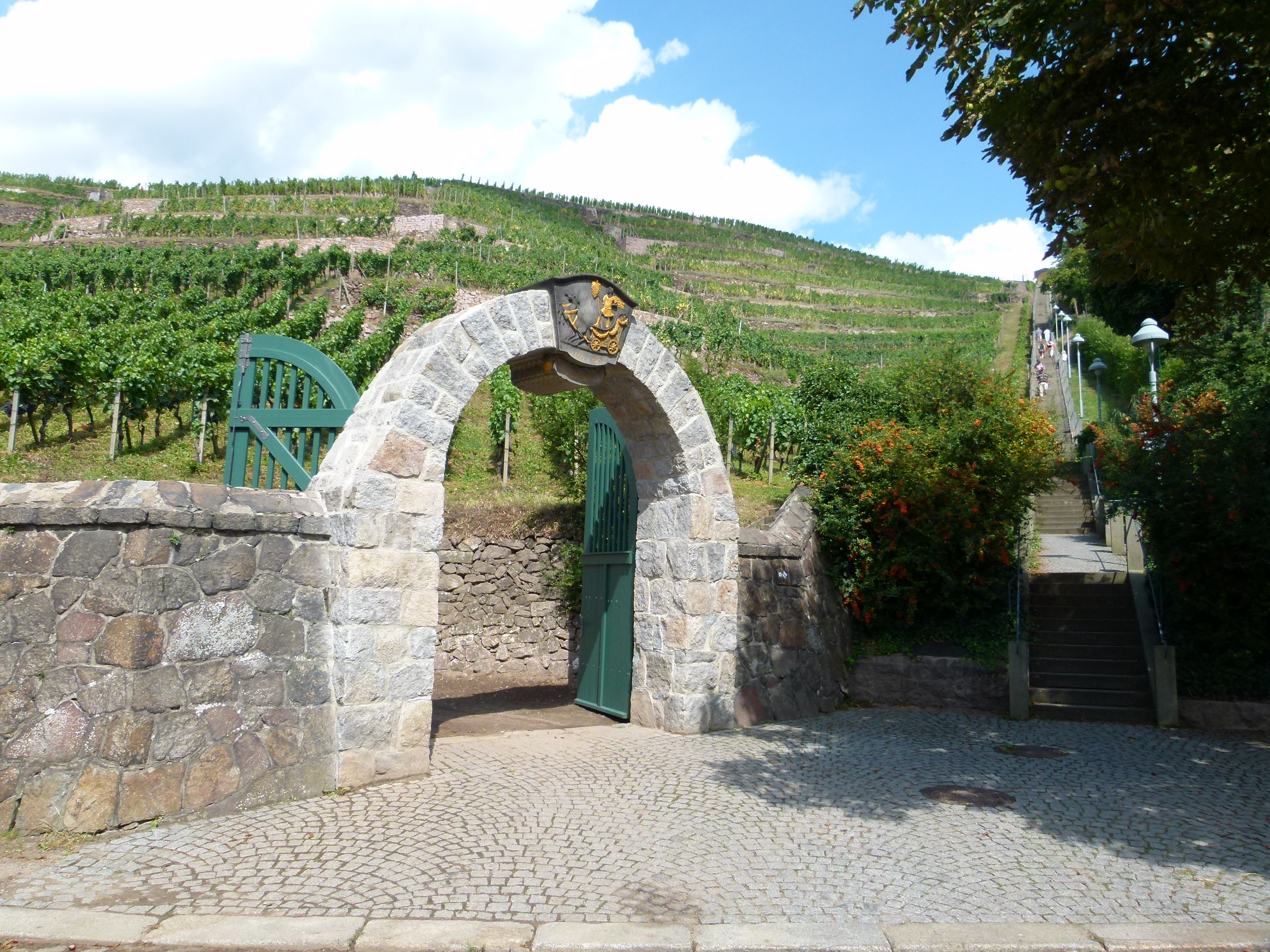
Der obere Teil der 397 Stufen, links das Tor in den Weinberg Goldener Wagen (nach der Sanierung 2012)

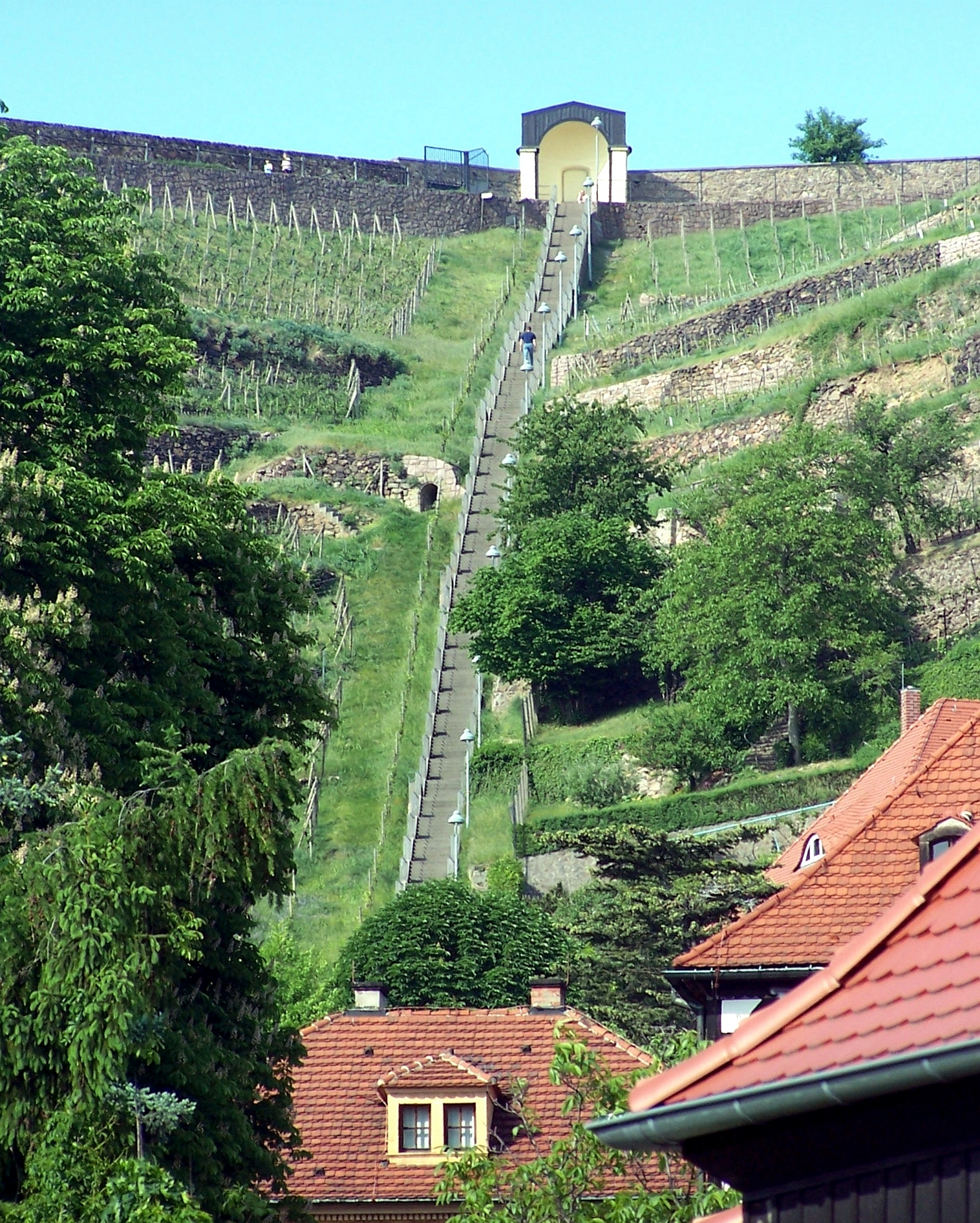
Der Muschelpavillon am oberen Ende der Treppe

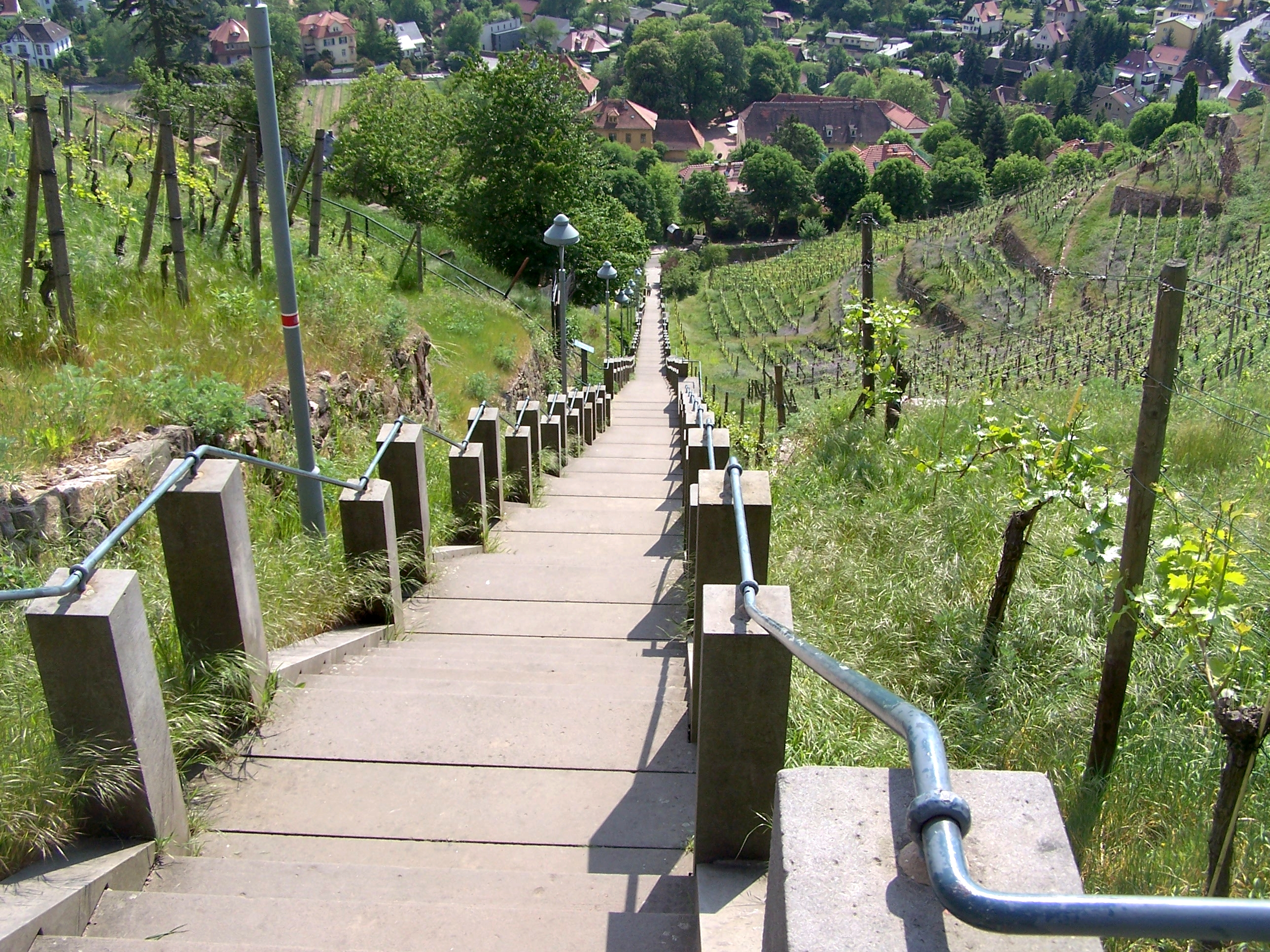
Blick auf die Treppe von oben, im Hintergrund die Hoflößnitz

Die Spitzhaustreppe (auch Jahrestreppe oder Himmelstreppe) liegt in der sächsischen Stadt Radebeul. Sie verbindet das Weingut Hoflößnitz mit dem Spitzhaus beziehungsweise dem Bismarckturm. Der Aufstieg, einschließlich des Muschelpavillons am oberen Ende, ist denkmalgeschützt. Die Treppe liegt im Denkmalschutzgebiet Historische Weinberglandschaft Radebeul und ist Bestandteil der denkmalpflegerischen Sachgesamtheit sowie der denkmalgeschützten Weinbergslandschaft der Hoflößnitz.

## Treppe und Muschelpavillon

### Spitzhaustreppe
Für August den Starken entwarf Matthäus Daniel Pöppelmann eine zu je sieben Stufen bei 52 Absätzen umfassende Jahrestreppe von der Hoflößnitz zu seinem geplanten, weiteren Lustschlösschen an der Kante der Wahnsdorfer Hochfläche (auf der „Platte“). Sie sollte auf dem Wolframsdorfschen Weinberg gebaut werden, der 1710 in kurfürstlichen Besitz kam. Realisiert wurden nach Pöppelmanns Tod von 1747 bis 1750 sogar 390 Stufen, womit es sich um die größte barocke Treppenanlage Sachsens handelt, die auf 220 Metern Länge gradläufig 76 Meter Höhe überwindet. Sie wurde von 1845 bis 1847 durch Landbaumeister Karl Moritz Haenel wiederhergestellt und 1992 unter Verwendung von Postaer Sandstein und Meißner Granit umfassend saniert. Dabei wurde sie auf 397 Stufen bei 57 Absätzen erweitert.
Die Spitzhaustreppe führt am markanten Eingangsportal des westlich gelegenen Weinbergs Goldener Wagen vorbei, der der Lage Radebeuler Goldener Wagen seinen Namen gibt.

In das erste Treppenpodest oberhalb der Toranlage, auf der Seite zum Weinberg Goldener Wagen hin, wurden nebeneinander zwei Metallbänder eingelassen. Diese tragen die Erinnerungsinschrift: 

„Zum Gedenken an die von den Nationalsozialisten aus ihrer Heimat verschleppten Menschen, die von 1939 bis 1945 in den sächsischen Weinbergen Zwangsarbeit leisten mussten.“

An der östlichen Stützmauer ist eine Inschriftenplatte angebracht, die sich auf die Anzahl der Treppenstufen und den Volksmund-Namen Jahrestreppe bezieht: 

„Damit der Volksmund Recht behält,
wird künftig erst ab hier gezählt.
Von hier an ist es wirklich wahr,
bis oben hin ergibt′s ein Jahr.“

### Muschelpavillon
Am oberen Ende der Treppe steht statt des ursprünglich geplanten Lusthäuschens der Muschelpavillon. Der halbkuppelförmige Baukörper über einem halbkreisförmigen Grundriss tritt direkt aus der abgrenzenden Weinbergsmauer hervor. Der helle Bau wird oben durch einen dunkel verbretterten, triumphbogigen Abschluss gekrönt, der auf zwei kräftigen, verputzten Pfeilern mit Kopfgesims sowie Viertelstab mit kräftiger Platte aufsitzt. In das nach Süden zur Elbe offene Innere führt eine dreistufige Freitreppe, im Inneren befinden sich zwei Ruhebänke. Die sich mittig in der Rückwand befindende Nische ist leer. Der Pavillon stammt aus dem Jahr 1751.

## Veranstaltungen
Einmal im Jahr findet der Spitzhaustreppenlauf statt. Seit 2005 wird er unter dem Namen Sächsischer Mt. Everest Treppenmarathon veranstaltet. Bei diesem Wettkampf müssen die Teilnehmer die Spitzhaustreppe mit zwei verlängerten Runden an beiden Enden in einem 24-Stunden-Zeitfenster 100 Mal  auf und ab bewältigen. Die gesamte Strecke mit dabei insgesamt 79.400 zu meisternden Stufen entspricht einer Doppelmarathondistanz von 84,39 Kilometern, und die dabei 8848 zu bezwingenden Höhenmeter entsprechen wiederum der Höhe des Mount Everestes. So entstand beim Veranstalter das Gedankenspiel, die Treppenläufe als eine Art sportliches Gegenstück für eine Besteigung des höchsten Bergs der Erde zu präsentieren.
Es ist die in ihrer Art längste Distanz, und das Rennen wird von der Fachpresse als der wahrscheinlich härteste Treppenlauf der Welt beschrieben. Es können Einzelstarter als Strecken- oder 24-Stunden-Läufer, Dreierseilschaften und verschiedene Mannschaftsgrößen teilnehmen. Bei der Veranstaltung 2011 traten über 700 Teilnehmer an, wobei nur 28 Männer und zwei Frauen der Einzelstarter das 100-Runden- und drei Männer das 24-Stunden-Ziel erreichten.